# Hjalmar Berwald
Hjalmar Berwald, född 6 november 1848 i Oed, Österrike, död 8 maj 1930 i Stockholm, var en svensk civilingenjör och assistent vid Tekniska högskolan i Stockholm.
Berwald avlade studentexamen 1871 och anställdes som assistent i matematik vid Teknologiska Institutet, sedermera Tekniska högskolan, 1872. 
Berwald gav ut flera läroböcker och skrev också musik. Han var son till tonsättaren Franz Berwald i tyska musiksläkten Berwald och far till pianisten Astrid Berwald och ingenjören Ragnar Berwald.

## Musik
- Pianotrio, för violin, cello och piano
- Ur Kung Eriks visor av Gustaf Fröding. Fem sånger för baryton och piano.